# Frances Bilas Spence
Frances Bilas Spence (2 de març de 1922 - 18 de juliol del 2012) va ser una de les programadores originals de l'ordinador ENIAC.
Va néixer a Filadèlfia el 1922 i va assistir a la Universitat Temple, on va guanyar una beca per al Chestnut Hill College. Es va graduar en Matemàtica amb orientació cap a física l'any 1942. Mentre estudiava va conèixer a Kathleen McNulty, qui també es va convertir després en una de les sis dones que van programar l'ENIAC. McNulty i Spence van ser contractades en la Moore School of Engineering per treballar en càlcul de trajectòries balístiques. Ambdues van ser seleccionades per ser part del primer equip de programadors de l'ENIAC, una màquina que fou dissenyada especialment per realitzar aquest tipus de càlculs.
El 1947, un any després de la presentació en societat de la Màquina ENIAC, Bilas es va casar amb Homer Spence, un enginyer electrònic de l'armada que provenia de l'Aberdeen Proving Grounds, qui després va començar a treballar també en el projecte ENIAC. Poc temps després de casar-se, Bilas Spence va renunciar al seu lloc per dedicar-se a formar una família.